# Военно-воздушные силы Шри-Ланки

Флаг ВВС Шри-Ланки

Военно-воздушные силы Шри-Ланки (синг. ශ්‍රි ලංකා ගුවන් හමුදාව; там. இலங்கை விமானப்படை) — один из видов вооружённых сил Республики Шри-Ланка. Были образованы 2 марта 1951 года как Королевские Цейлонские военно-воздушные силы (англ. Royal Ceylon Air Force).

## Структура
- Sri Lanka Air Force Colombo[4]
- Sri Lanka Air Force Diyatalawa[5]
- Sri Lanka Air Force Unit Ekala[6]
- Sri Lanka Air Force Special Operations Group Peraru[7]
- Air Force Special Operations Group Puliankulam[8]
  - Полк ВВС Шри-Ланки (англ. Sri Lanka Air Force Regiment)[9]
- Special Operations Group Trincomalee[10]
- Sri Lanka Air Force Mirigama[11]

## Пункты базирования
Сведения взяты из официальной страницы ВВС Шри-Ланки

### Авиабазы
- Авиабаза Катунаяке (англ. Sri Lanka Air Force Base Katunayake)[13]
- Авиабаза Чайна-Бей (англ. Sri Lanka Air Force Base China Bay)[14]
- Авиабаза Ратмалана (англ. Sri Lanka Air Force Base Ratmalana)[15]
- Авиабаза Анурадхапура (англ. Sri Lanka Air Force Base Anuradhapura)[16]
- Авиабаза Вавуния (англ. Sri Lanka Air Force Base Vavuniya)[17]
- Авиабаза Хиндуракгода (англ. Sri Lanka Air Force Base Hingurakgoda)[18]

### Аэродромы
- Sri Lanka Air Force Palaly[19]
- Sri Lanka Air Force Batticaloa[20]
- Sri Lanka Air Force Sigiriya[21]
- Sri Lanka Air Force Wirawila[22]
- Аэродром Коггала Sri Lanka Air Force Koggala[23]
- Sri Lanka Air Force Katukurunda[24]
- Sri Lanka Air Force Ampara[25]
- Sri Lanka Air Force Palavi[26]

## Боевой состав
По материалам журнала Air forces Monthly,
| Обозначение формирования или части             | Вооружение и оснащение                     | Место расположения    |
| ---------------------------------------------- | ------------------------------------------ | --------------------- |
| 1-е тренировочное лётное крыло                 | NAMC PT-6, Cessna 150L                     | Чайна-Бей             |
| 2-я транспортная эскадрилья                    | Ан-32Б, C-130K, Cessna 421C                | Ратмалана             |
| 4-я вертолётная эскадрилья                     | Bell 206A, Bell 206B, Bell 421, Bell 412EP | Катунаяке             |
| 5-я реактивная эскадрилья                      | Chengdu F-7BS, Chengdu F-7GS, GIAG FT-7    | Катунаяке             |
| 6-я вертолётная эскадрилья                     | Ми-17, Ми-17-1В, Ми-171                    | Анурадхапура          |
| 7-я вертолётная эскадрилья                     | Bell 206A, Bell 206B, Bell 212             | Хиндуракгода-Миннерия |
| 8-я транспортная эскадрилья                    | Beech B200 HISAR, HAMC Y-12 II             | Катунаяке             |
| 9-я штурмовая вертолётная эскадрилья           | Ми-24В, Ми-24П, Ми-35П                     | Хиндуракгода-Миннерия |
| 10-я истребительно-бомбардировочная эскадрилья | Kfir C2, Kfir C7, Kfir TC7                 | Катунаяке             |
| 111-я разведывательная эскадрилья              | IAI Searcher II                            | Вавуния               |
| 112-я разведывательная эскадрилья              | EMIT Blue Horizon-2                        | Вавуния               |
| 12-я эскадрилья                                | МиГ-27M, МиГ-23УБ                          | Катунаяке             |
| 14-я эскадрилья                                | HAIG K-8 Karakorum                         | Катунаяке             |
| Полк ВВС Шри-Ланки                             |                                            |                       |
| 2-я радарная эскадрилья ПВО                    |                                            |                       |
| 5-я радарная эскадрилья ПВО                    |                                            |                       |

## Техника и вооружение

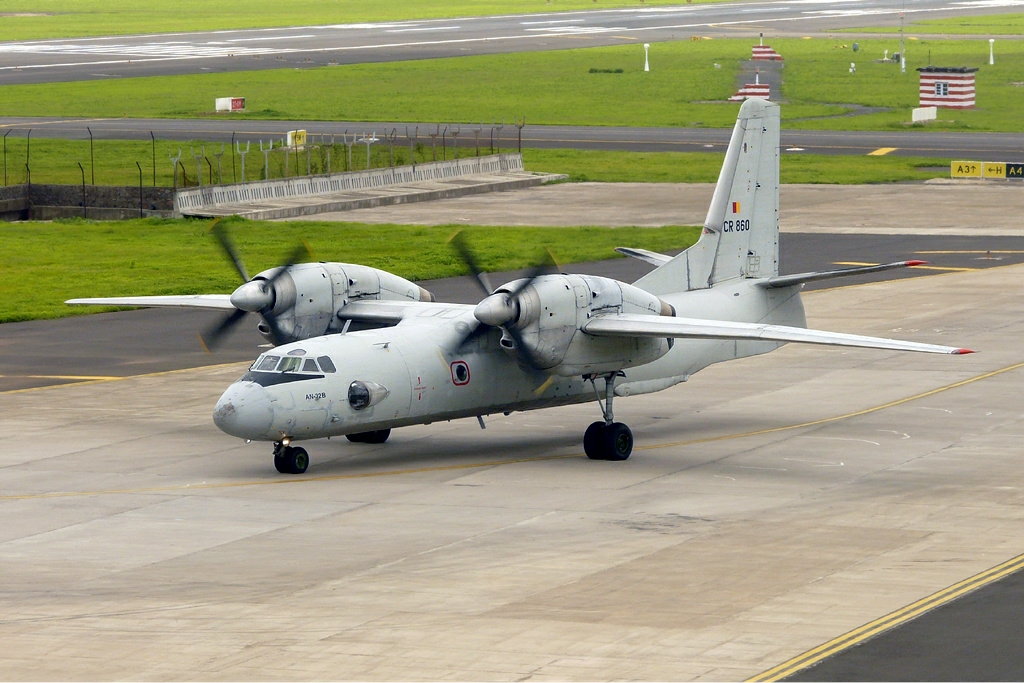
Ан-32Б ВВС Шри-Ланки

Данные о технике и вооружении ВВС Шри-Ланки взяты с официальной страницы ВВС, а также со страницы журнала Aviation Week & Space Technology.
| Тип                                      | Производство    | Назначение                                     | Количество      | Примечания      |                 |
| Боевые самолёты                          | Боевые самолёты | Боевые самолёты                                | Боевые самолёты | Боевые самолёты | Боевые самолёты |
| ---------------------------------------- | --------------- | ---------------------------------------------- | --------------- | --------------- | --------------- |
| Chengdu F-7GS Chengdu F-7BS Chengdu FT-7 | Китай           | истребитель учебный истребитель                | 6 3             |                 |                 |
| IAI KfirC2/C7 IAI KfirTC2                | Израиль         | истребитель-бомбардировщик учебный истребитель | 6 2             |                 |                 |
| МиГ-23УБ                                 | СССР            | учебно-боевой                                  | 1               |                 |                 |
| МиГ-27М                                  | СССР            | истребитель-бомбардировщик                     | 6               |                 |                 |
| Транспортные самолёты                    |                 |                                                |                 |                 |                 |
| Ан-32Б                                   | СССР            | транспортный самолёт                           | 7               |                 |                 |
| Harbin Y-12                              | Китай           | общего назначения                              | 9               |                 |                 |
| Lockheed C-130K                          | США             | транспортный самолёт                           | 2               |                 |                 |
| Xian MA60                                | Китай           | транспортный самолёт                           | 2               |                 |                 |
| Патрульные самолёты                      |                 |                                                |                 |                 |                 |
| Cessna 421 Golden Eagle                  | США             | патрульный самолёт                             | 1               |                 |                 |
| Beechcraft 200T Super King Air           | США             | патрульный самолёт                             | 2               |                 |                 |
| IAI Searcher Mk II                       | Израиль         | беспилотный летательный аппарат                |                 |                 |                 |
| EMIT Blue Horizon II                     | Израиль         | беспилотный летательный аппарат                | 4               |                 |                 |
| Учебные самолёты                         |                 |                                                |                 |                 |                 |
| Hongdu K-8                               | Китай Пакистан  | учебно-боевой                                  | 6               |                 |                 |
| Nanchang PT-6                            | Китай           | учебно-тренировочный                           | 8               |                 |                 |
| Cessna 150L                              | США             | учебный самолет                                | 10              |                 |                 |
| Вертолёты                                |                 |                                                |                 |                 |                 |
| Bell Helicopter Textron 206A/B           | США             | многоцелевой вертолёт                          | 5               |                 |                 |
| Bell Helicopter Textron 212              | США             | многоцелевой вертолёт                          | 10              |                 |                 |
| Bell Helicopter Textron 412/412EP        | США             | многоцелевой вертолёт                          | 10              |                 |                 |
| Ми-17/Ми-17В5/Ми-171                     | СССР            | многоцелевой вертолёт                          | 35              |                 |                 |
| Ми-35П/Ми-24В/Ми-24П/Ми-24Н              | СССР            | транспортно-боевой вертолёт                    | 14              |                 |                 |

## Опознавательные знаки

Опознавательный знак ВВС Шри-Ланки
Знак на киль

### Эволюция опознавательных знаков
| Опознавательный знак | Знак на фюзеляж | Знак на киль | Когда использовался | Порядок нанесения |
| -------------------- | --------------- | ------------ | ------------------- | ----------------- |
|                      |                 |              | 1951 — ????         |                   |
|                      |                 |              | ???? — ????         |                   |

## Знаки различия

### Генералы и офицеры
| Категории               | Генералы                 | Генералы          | Генералы          | Генералы         | Генералы      | Старшие офицеры | Старшие офицеры | Старшие офицеры | Младшие офицеры   | Младшие офицеры | Младшие офицеры   | Младшие офицеры |
| ----------------------- | ------------------------ | ----------------- | ----------------- | ---------------- | ------------- | --------------- | --------------- | --------------- | ----------------- | --------------- | ----------------- | --------------- |
|                         |                          |                   |                   |                  |               |                 |                 |                 |                   |                 |                   |                 |
| Английское звание       | Marshal of the Air Force | Air Chief Marshal | Air Marshal       | Air Vice Marshal | Air Commodore | Group Captain   | Wing Commander  | Squadron Leader | Flight Lieutenant | Flying Officer  | Pilot Officer     |                 |
| Российское соответствие | Генерал армии            | Генерал-полковник | Генерал-лейтенант | Генерал-майор    | нет           | Полковник       | Подполковник    | Майор           | Капитан           | Лейтенант       | Младший лейтенант |                 |

### Сержанты и солдаты
| Категории               | Подофицеры             | Подофицеры      | Сержанты        | Сержанты | Сержанты        | Солдаты             | Солдаты     |
| ----------------------- | ---------------------- | --------------- | --------------- | -------- | --------------- | ------------------- | ----------- |
|                         |                        |                 |                 |          |                 |                     | нет         |
| Английское звание       | Master Warrant Officer | Warrant Officer | Flight Sergeant | Sergeant | Corporal        | Leading Aircraftman | Aircraftman |
| Российское соответствие | Старший прапорщик      | Прапорщик       | Старший сержант | Сержант  | Младший сержант | Ефрейтор            | Рядовой     |

## Коррупционные скандалы
По сообщению международной организации Transparency International военно-воздушные силы Шри-Ланки в 2007—2008 годах оказались вовлечены в крупный коррупционный скандал, связанный с украинской оборонной госкорпорацией «Укрспецэкспорт» (см. коррупция на Украине). Внимание журналистом привлекла многомиллионная сделка по продаже украинских реактивных самолётов МиГ-27 ВВС Шри-Ланки. По условиям сделки 14,6 миллиона долларов должны были быть переведены в оффшрную компанию Bellimissa Holdings Ltd за приобретение четырёх старых МиГ-27 и за капитальный ремонт других четырёх. Вопросы вызвало то, что эти же самые самолёты были уже один раз отвергнуты ВВС Шри-Ланки в 2000 году, когда они были значительно менее изношенными. Однако ничто не помешало их купить в 2006 по значительно более высокой цене.